# 79º Gruppo I.T.
Il 79º Gruppo intercettori teleguidati è stato un reparto missilistico dell'Aeronautica Militare inquadrato nella 1ª Brigata Aerea di Padova, con sede nella base militare di Zelo (in realtà la base si trovava nel comune di Ceneselli ma venne sempre denominata "base militare di Zelo" in quanto il centro della piccola frazione del comune di Giacciano con Baruchella era molto più vicino rispetto al centro del paese di Ceneselli) provincia di Rovigo. Era armato con il sistema d'arma Ajax e Hercules.
È stato soppresso nel 1998.

## Storia
Il 79º Gruppo I.T. trae le proprie origini dalla 79ª Squadriglia del 23º Gruppo, costituita nel novembre 1916.
Nel 1920 passa alle dipendenze del 1º Raggruppamento aeroplani da caccia all'aeroporto di Ferrara-San Luca e nel 1922 nel 6º Gruppo aeroplani da caccia poi 6º Gruppo del Raggruppamento aeroplani da caccia che nel 1923 viene inquadrato nel 1º Stormo Caccia Terrestre dotato di Hanriot HD.1 e SPAD S.VII, nel 1924 dotata di SPAD S.XIII e Nieuport 29 trasferita al Campo della Promessa di Lonate Pozzolo e nel 1927 all'Aeroporto di Udine-Campoformido in seguito con i Fiat C.R.30 rimanendo nel 1º Stormo fino al 1943.
Al 10 giugno 1940 esisteva il 79º Gruppo Ricognizione Marittima di La Spezia formato dalla 187ª con 3 CANT Z.501 e 141ª Squadriglia di Cadimare con 4 CZ 501 che operava per il Dipartimento Militare Marittimo "Alto Tirreno" per l'Aviazione ausiliaria per la Marina.
A luglio 1942 la 187ª Squadriglia disponeva di 6 CANT Z.506 a Cadimare dove a metà aprile 1943 ne aveva solo uno.
Il 1º ottobre 1964, con il riordino dei Reparti dell'Aeronautica Militare, la 79ª Squadriglia Intercettazione Terrestre divenne la componente operativa del 79º Gruppo I.T. del 17º Reparto IT che alla fine degli anni '60 fu equipaggiato con i nuovi missili Hercules acquisendo la capacità nucleare fino agli anni ottanta.
Dal 1º novembre 1985, il 17° assunse la nuova denominazione di 17º stormo IT.
Inquadrato nella 1ª Aerobrigata intercettori teleguidati di Padova il 79º Gruppo ha operato con i sistemi missilistici Nike Ajax e Nike Hercules. 
Negli anni il Gruppo ha assolto ai principali compiti assegnati dall'Aeronautica militare e ha concorso alle attività di protezione civile. Ha partecipato con il suo personale anche alle operazioni internazionali di peacekeeping e peace enforcement in Iraq ed all'operazione Deny Flight, fino al 1998, quando è stato soppresso.